# Râul Cutiș
Râul Cutiș este un curs de apă, singurul afluent de dreapta al râului Băbiu.
Râul Băbiu, la rândul său, este un curs de apă, primul afluent de stânga (din nouă) al râului Almaș, care este, la rândul său, al patrusprezecelea afluent de stânga din treizeci ai râului Someș.

## Generalități
Râul Cutiș nu are afluenți semnificativi și trece doar prin localitatea omonimă, Țăudu.

## Hărți
- Harta interactivă - județul Sălaj  Arhivat în 5 septembrie 2009, la Wayback Machine.